# Mühlberg (Tuntenhausen)
Der Mühlberg ist ein 516 m ü. NHN hoher Berg etwa 1,6 km nördlich von Tuntenhausen.

## Topographie
Der Mühlberg ist eine Erhebung im bayerischen Voralpenland nördlich von Tuntenhausen. Am wenig ausgeprägten Gipfelbereich befindet sich ein
Wasserturm und ein Blick auf die Alpen ist möglich. Wenig südwestlich befindet sich der gleich hohe Fuchsberg. Der Gipfel kann über einen Feldweg erreicht werden.